# 第71回全日本バレーボール高等学校選手権大会
第71回全日本バレーボール高等学校選手権大会（だいななじゅういちかいぜんにほんバレーボールこうとうがっこうせんしゅけんたいかい）は、2019年1月5日から1月13日まで武蔵野の森総合スポーツプラザで開催された71回目の全日本バレーボール高等学校選手権大会である。

## 概要

### 日程
- 2018年12月2日：組み合わせ抽選会
- 2019年1月5日：開会式、男女1回戦
- 1月6日：男女2回戦
- 1月7日：男女3回戦、準々決勝
- 1月12日：準決勝
- 1月13日：決勝、閉会式

出典：公益財団法人日本バレーボール協会|JVA

## 出場校

### 男子
北海道・東北
- 北海道代表I：東海大札幌（9年連続46回目）
- 北海道代表II：札幌藻岩（31年ぶり3回目）
- 青森県代表：五所川原工（5年ぶり7回目）
- 岩手県代表：一関修紅（2年ぶり12回目）
- 秋田県代表：雄物川（24年連続24回目）
- 山形県代表：山形中央（4年連続18回目）
- 宮城県代表：東北（6年ぶり28回目）
- 福島県代表：福島商（59年ぶり5回目）

関東
- 茨城県代表：土浦日大（5年ぶり8回目）
- 栃木県代表：作新学院（4年ぶり6回目）
- 群馬県代表：前橋商（2年連続12回目）
- 埼玉県代表：埼玉栄（4年連続8回目）
- 千葉県代表：習志野（12年連続35回目）
- 東京都代表I：駿台学園（8年連続10回目）
- 東京都代表II：東亜学園（13年連続34回目）
- 東京都代表III（開催地）：早稲田実（4年ぶり7回目）
- 神奈川県代表I：東海大相模（16年ぶり3回目）
- 神奈川県代表II：川崎橘（3年ぶり17回目）
- 山梨県代表：日本航空（17年連続17回目）

東海・北信越
- 長野県代表：松本国際（6年連続8回目）
- 新潟県代表：東京学館新潟（4年ぶり12回目）
- 富山県代表：富山第一（2年連続7回目）
- 石川県代表：石川県工（14年連続28回目）
- 福井県代表：福井工大福井（2年ぶり42回目）
- 静岡県代表：静清（3年連続3回目）
- 愛知県代表：愛工大名電（2年連続16回目）
- 岐阜県代表：県岐阜商（8年連続15回目）
- 三重県代表：松阪工（4年連続36回目）

近畿
- 滋賀県代表：近江（16年連続34回目）
- 奈良県代表：天理（2年ぶり6回目）
- 和歌山県代表：開智（24年連続24回目）
- 京都府代表：洛南（5年連続23回目）
- 大阪府代表I：清風（4年連続26回目）
- 大阪府代表II：大塚（11年連続14回目）
- 兵庫県代表：市立尼崎（20年連続31回目）

中国
- 鳥取県代表：鳥取中央育英（2年連続2回目）
- 島根県代表：安来（4年連続25回目）
- 岡山県代表：岡山東商（4年連続32回目）
- 広島県代表：崇徳（5年連続45回目）
- 山口県代表：高川学園（4年連続7回目）

四国
- 香川県代表：多度津（52年ぶり4回目）
- 徳島県代表：徳島科学技術（初出場）
- 愛媛県代表：新田（2年連続15回目）
- 高知県代表：高知（3年連続18回目）

九州
- 福岡県代表：東福岡（8年連続10回目）
- 佐賀県代表：佐賀学園（4年ぶり4回目）
- 長崎県代表：大村工（9年連続16回目）
- 熊本県代表：鎮西（10年連続31回目）
- 大分県代表：別府鶴見丘（3年連続9回目）
- 宮崎県代表：都城工（3年連続35回目）
- 鹿児島県代表：鹿児島商（3年ぶり29回目）
- 沖縄県代表：西原（9年連続24回目）

### 女子
北海道・東北
- 北海道代表I：札幌山の手（3年ぶり11回目）
- 北海道代表II：札幌大谷（3年連続15回目）
- 青森県代表：青森西（2年連続15回目）
- 岩手県代表：盛岡誠桜（5年連続24回目）
- 秋田県代表：秋田北（4年ぶり3回目）
- 山形県代表：米沢中央（3年連続9回目）
- 宮城県代表：古川学園（14年連続39回目）
- 福島県代表：郡山女子大附（3年連続20回目）

関東
- 茨城県代表：大成女子（12年ぶり20回目）
- 栃木県代表：国学院栃木（32年連続33回目）
- 群馬県代表：西邑楽（4年ぶり5回目）
- 埼玉県代表：細田学園（4年連続14回目）
- 千葉県代表：市立船橋（7年ぶり22回目）
- 東京都代表I：下北沢成徳（11年連続19回目）
- 東京都代表II：八王子実践（4年連続41回目）
- 東京都代表III（開催地）：文京学院大女子（2年連続10回目）
- 神奈川県代表I：川崎橘（2年ぶり24回目）
- 神奈川県代表II：三浦学苑（初出場）
- 山梨県代表：日本航空（4年ぶり6回目）

東海・北信越
- 長野県代表：東京都市大塩尻（3年ぶり6回目）
- 新潟県代表：長岡商（2年ぶり7回目）
- 富山県代表：富山第一（6年連続14回目）
- 石川県代表：金沢商（17年連続44回目）
- 福井県代表：福井工大福井（5年連続5回目）
- 静岡県代表：富士見（6年連続11回目）
- 愛知県代表：誠信（初出場）
- 岐阜県代表：済美（3年ぶり2回目）
- 三重県代表：三重（2年連続3回目）

近畿
- 滋賀県代表：近江兄弟社（5年ぶり11回目）
- 奈良県代表：奈良文化（初出場）
- 和歌山県代表：和歌山信愛（5年連続34回目）
- 京都府代表：京都橘（20年連続22回目）
- 大阪府代表I：金蘭会（8年連続8回目）
- 大阪府代表II：四天王寺（2年連続44回目）
- 兵庫県代表：日ノ本学園（3年ぶり2回目）

中国
- 鳥取県代表：岩美（2年連続2回目）
- 島根県代表：大社（3年ぶり2回目）
- 岡山県代表：就実（5年連続42回目）
- 広島県代表：沼田（6年ぶり14回目）
- 山口県代表：誠英（29年連続39回目）

四国
- 香川県代表：高松南（3年連続4回目）
- 徳島県代表：富岡東（7年ぶり15回目）
- 愛媛県代表：松山東雲（3年連続5回目）
- 高知県代表：高知中央（2年ぶり14回目）

九州
- 福岡県代表：福岡工大城東（初出場）
- 佐賀県代表：佐賀清和（4年連続12回目）
- 長崎県代表：九州文化学園（2年ぶり31回目）
- 熊本県代表：鎮西（2年連続3回目）
- 大分県代表：東九州龍谷（19年連続34回目）
- 宮崎県代表：延岡学園（3年ぶり17回目）
- 鹿児島県代表：鹿児島南（2年連続5回目）
- 沖縄県代表：西原（4年連続8回目）